# Marijke Engelen
Maria Theresia „Marijke“ Engelen (* 30. November 1961 in Nijmegen) ist eine ehemalige niederländische Synchronschwimmerin. Bei Schwimmeuropameisterschaften gewann sie eine Goldmedaille, fünf Silbermedaillen und drei Bronzemedaillen.

## Karriere
Marijke Engelen trat für die Nijmeegse Zwemvereniging 1921 an. Ihre erste internationale Medaille gewann sie im Alter von zwölf Jahren bei den Europameisterschaften 1974 in Wien, als sie mit der Gruppe Dritte wurde. Im Jahr darauf bei den Weltmeisterschaften in Cali belegte sie mit der Gruppe den fünften Platz. 1977 bei den Europameisterschaften in Jönköping wurde sie sowohl im Solowettbewerb als auch im Duett zusammen mit Helma Giuvers Zweite hinter der Britin Jackie Cox, die im Duett mit Andrea Holland schwamm. In der Gruppenwertung gewannen die Niederländerinnen vor den Britinnen. Bei den Weltmeisterschaften 1978 in West-Berlin wurde Engelen Sechste im Einzel und mit der Mannschaft, im Doppel kam sie auf den siebten Platz.
1981 bei den Europameisterschaften in Split wurde Engelen Dritte im Solo hinter der Britin Carolyn Wilson und der Österreicherin Alexandra Worisch. Im Doppel mit Catrien Eijken und mit der Gruppe gewann Engelen Silber hinter den Britinnen. Im Jahr darauf bei den Weltmeisterschaften 1982 in Guayaquil wurde Engelen im Solo und im Duett Fünfte und schwamm mit der Gruppe zum vierten Platz. 1983 bei den Europameisterschaften in Rom siegten im Doppel Carolyn Wilson und Amanda Dodd vor den Deutschen, Engelen und Eijken wurden Dritte. In der Gruppenwertung siegten die Britinnen vor den Niederländerinnen.
1984 in Los Angeles stand Synchronschwimmen erstmals auf dem olympischen Programm. Im Einzelwettbewerb belegte Engelen im Figurenwettbewerb den 12. Platz, wobei hier mehrere Starterinnen pro Land zugelassen waren. In der eigentlichen Qualifikation mit nur einer Schwimmerin je Olympiateam belegte Engelen den vierten Platz, den sie auch im Endkampf bestätigen konnte. Sie war damit beste Europäerin. Im Doppelwettbewerb lagen Engelen und Eijken nach allen drei Auftritten jeweils auf dem sechsten Rang.